# Barquisimeto
Barquisimeto es una ciudad venezolana, capital del Estado Lara y del Municipio Iribarren, ubicada en la Región Centroccidental de Venezuela. Barquisimeto es un importante centro urbano, industrial y comercial, la ciudad es conocida como la Capital Musical de Venezuela. Barquisimeto cuenta con una población de 1 270 692 habitantes según un censo en 2011, siendo la cuarta ciudad más poblada del país, después de Caracas, Maracaibo y Valencia. Su área metropolitana, la Gran Barquisimeto, que incluye parte del Municipio Palavecino, alcanzó una población aproximada de 1 824 316 habitantes en 2023.

## Toponimia
El nombre original de la ciudad, fundada en 1552, fue "Nueva Segovia de Barquisimeto". El topónimo "Barquisimeto" tiene un origen indígena. Según el alemán Nicolás Federmann, quien exploró la región en el siglo XVI, los indígenas locales utilizaban este término, que significa "río de color ceniza" en referencia al río Turbio.
Al gentilicio "barquisimetano" se le suma el apelativo coloquial "guaro". Este término proviene de una expresión local ("Na' Guará") que denota sorpresa o admiración. También, aunque menos común, se utiliza el término "barquisimetido" para referirse a personas que, sin haber nacido en la ciudad, se han integrado plenamente a ella.

## Símbolos
Los símbolos de la ciudad son:
- Escudo: El escudo de armas de Barquisimeto fue creado en 1952. Presenta elementos que representan la historia, la economía y la cultura de la ciudad, como la efigie de Juan de Villegas (fundador), un árbol de sisal, y símbolos de la industria, el comercio y las artes.[6]

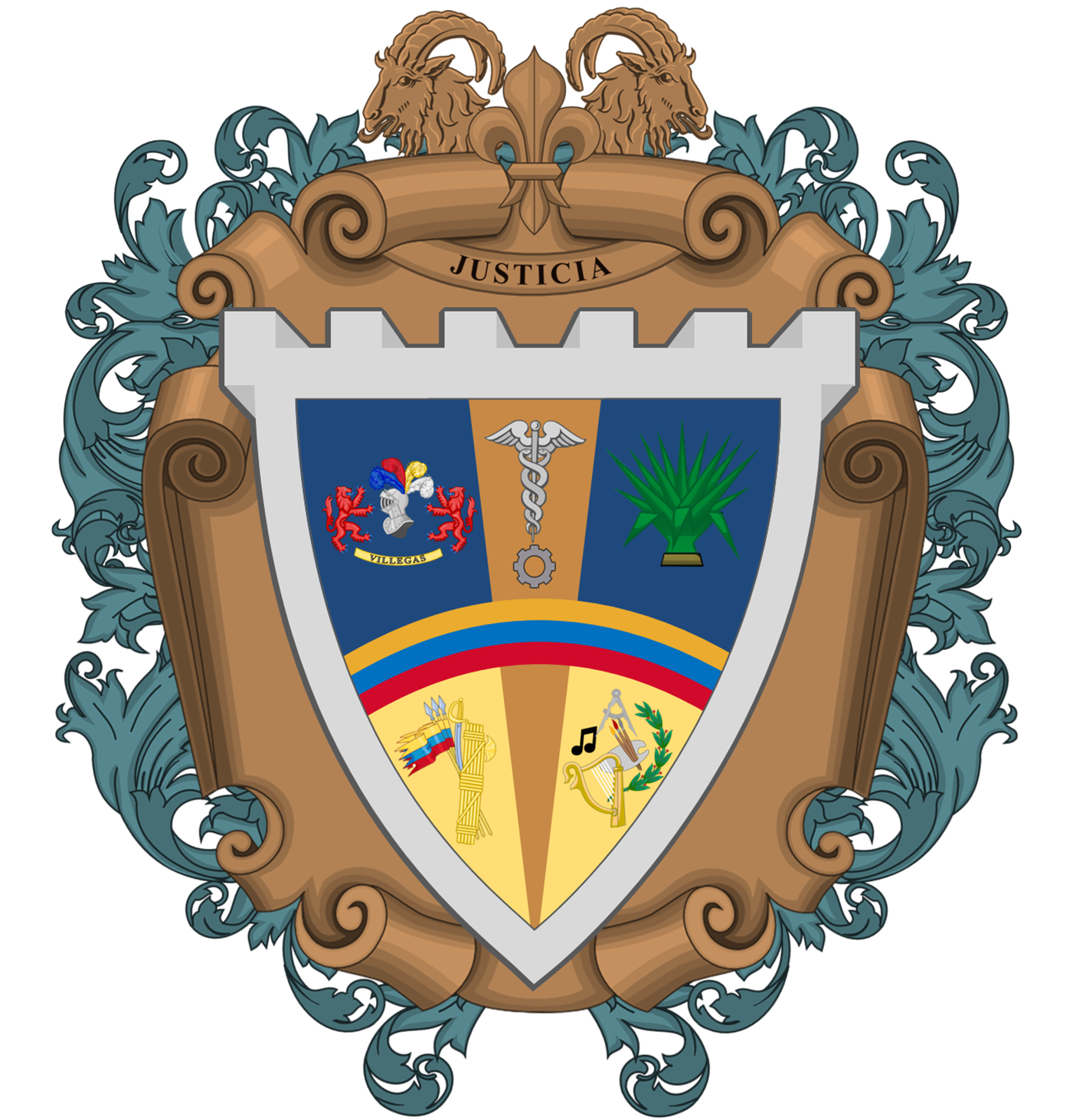
Escudo de Barquisimeto.

- Bandera: La bandera de Barquisimeto, creada en 1990, utiliza los colores gris, amarillo y rojo para representar el río Turbio, el sol y los crepúsculos de la ciudad. Incluye la imagen del Obelisco de Barquisimeto.[6]

Bandera de Barquisimeto

- Himno: El himno de Barquisimeto, con letra de Alberto Aguirre Rojas y música de Rodrigo Riera y Carlos Mendoza, fue adoptado oficialmente en [AÑO].

## Historia

### Período Prehispánico

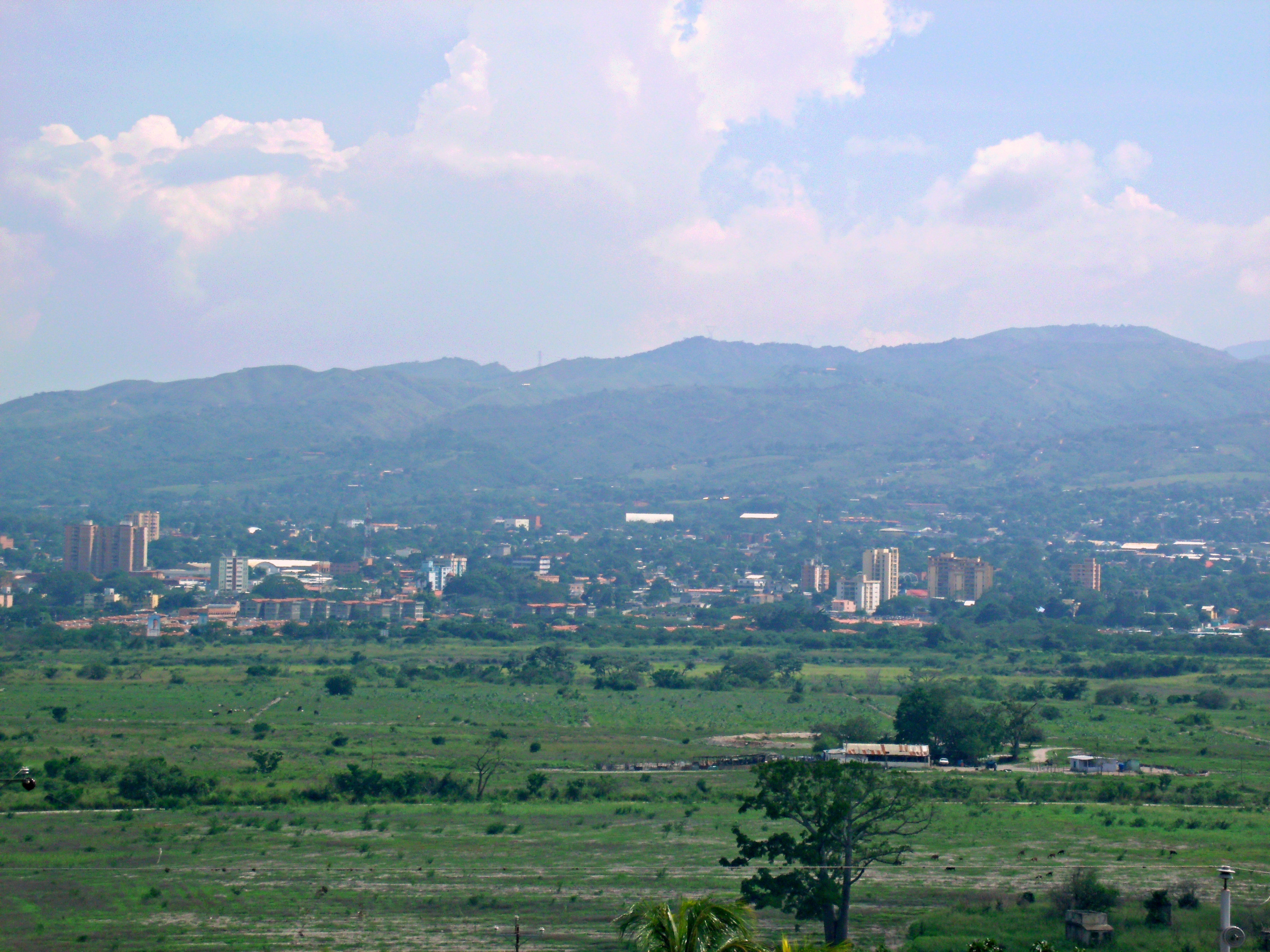
Valle del Turbio o de Barquisimeto, mirando hacia el sureste, donde habitaban los Caquetíos.

El Valle del Turbio, donde se asienta Barquisimeto, estuvo habitado por diversos grupos indígenas, incluyendo a los Caquetíos, Gayones, Ayamanes y Jirajaras. Estos grupos pertenecían a la familia lingüística arawak.

### Fundación y período colonial
La fundación de Barquisimeto se produjo en el contexto de la conquista española de Venezuela. En 1552, Juan de Villegas, un oficial español proveniente de El Tocuyo, estableció un asentamiento llamado Nueva Segovia de Buría, cerca del río Buría, atraído por la presencia de oro. Sin embargo, este primer asentamiento fue abandonado en 1556 debido a las condiciones insalubres y los ataques indígenas.
La ciudad fue reubicada en varias ocasiones:
1.  **1552:** Nueva Segovia de Buría, cerca del río Buría.
2.  **1556:** Traslado al sitio conocido como El Carabalí, renombrado Nueva Segovia de Barquisimeto.
3.  **1561:** Destrucción por Lope de Aguirre y posterior reconstrucción en la confluencia de los ríos Turbio y Claro.
4.  **1563:** Traslado definitivo a su ubicación actual en la meseta al norte del río Turbio.
Durante el período colonial, Barquisimeto se desarrolló como un importante centro agrícola y comercial, gracias a su ubicación estratégica en las rutas que conectaban el centro y el occidente de Venezuela. La ciudad mantuvo un trazado urbano en cuadrícula, característico de las ciudades coloniales españolas.

### SigloXIX: independencia y desarrollo
Barquisimeto se unió al movimiento independentista en 1811. Fue visitada por Simón Bolívar en varias ocasiones y fue escenario de la batalla de Los Horcones en 1813.
A lo largo del siglo XIX, Barquisimeto experimentó un crecimiento demográfico y económico. Se construyeron importantes obras públicas, como el acueducto (1890) y el ferrocarril (1891), que conectó la ciudad con Puerto Cabello y otras regiones.

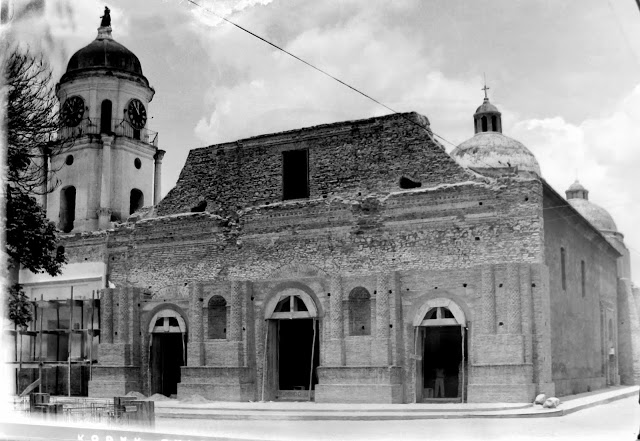
Antigua catedral en reconstrucción por el terremoto de 1812.

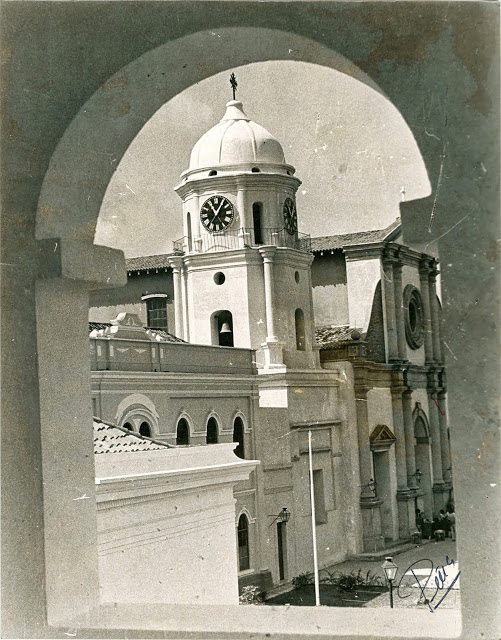
Antigua catedral de Barquisimeto, actual iglesia de San Francisco de Asís.

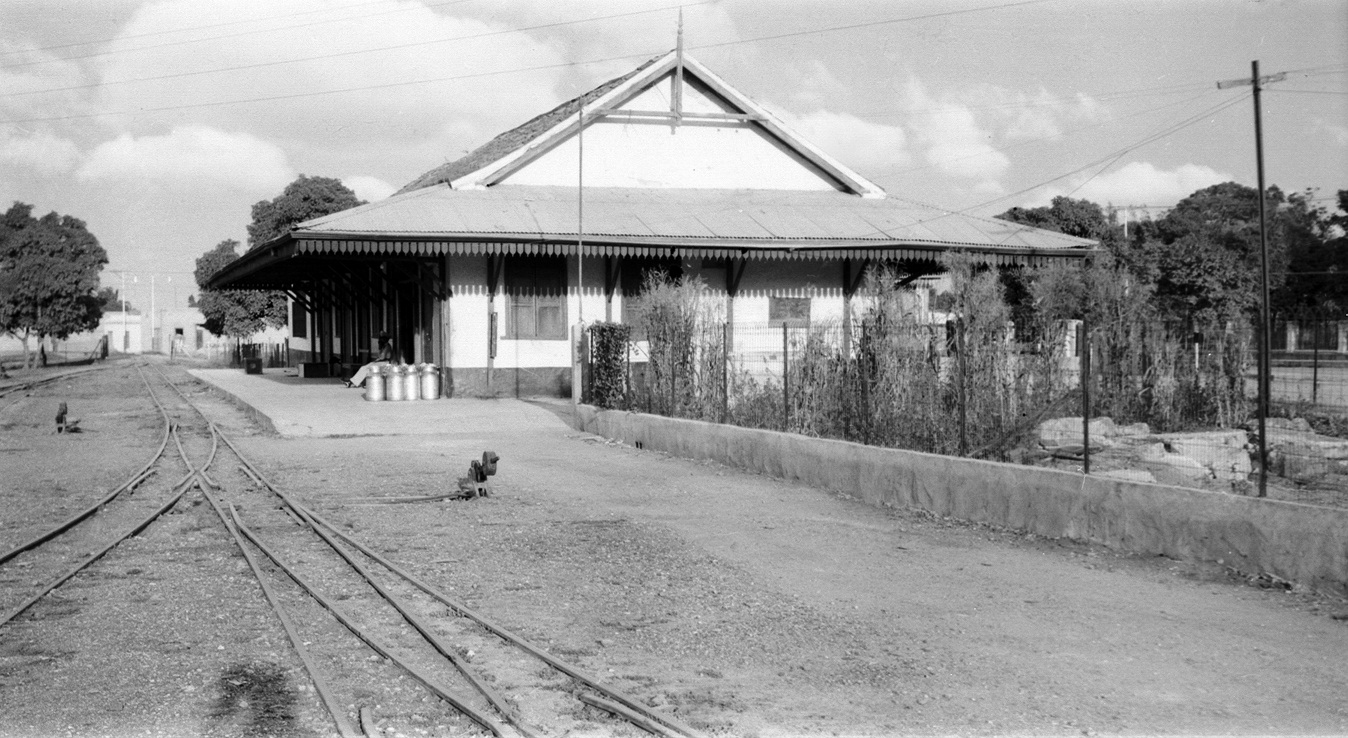
Estación Barquisimeto del Ferrocarril Bolívar (1915).

### SiglosXXyXXI

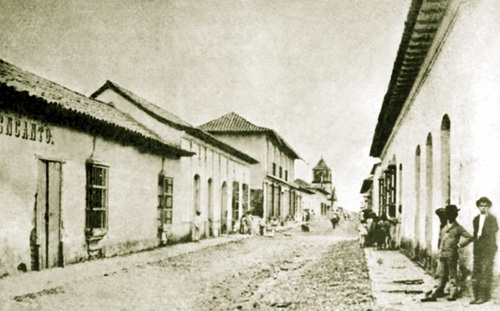
La ciudad a finales del.

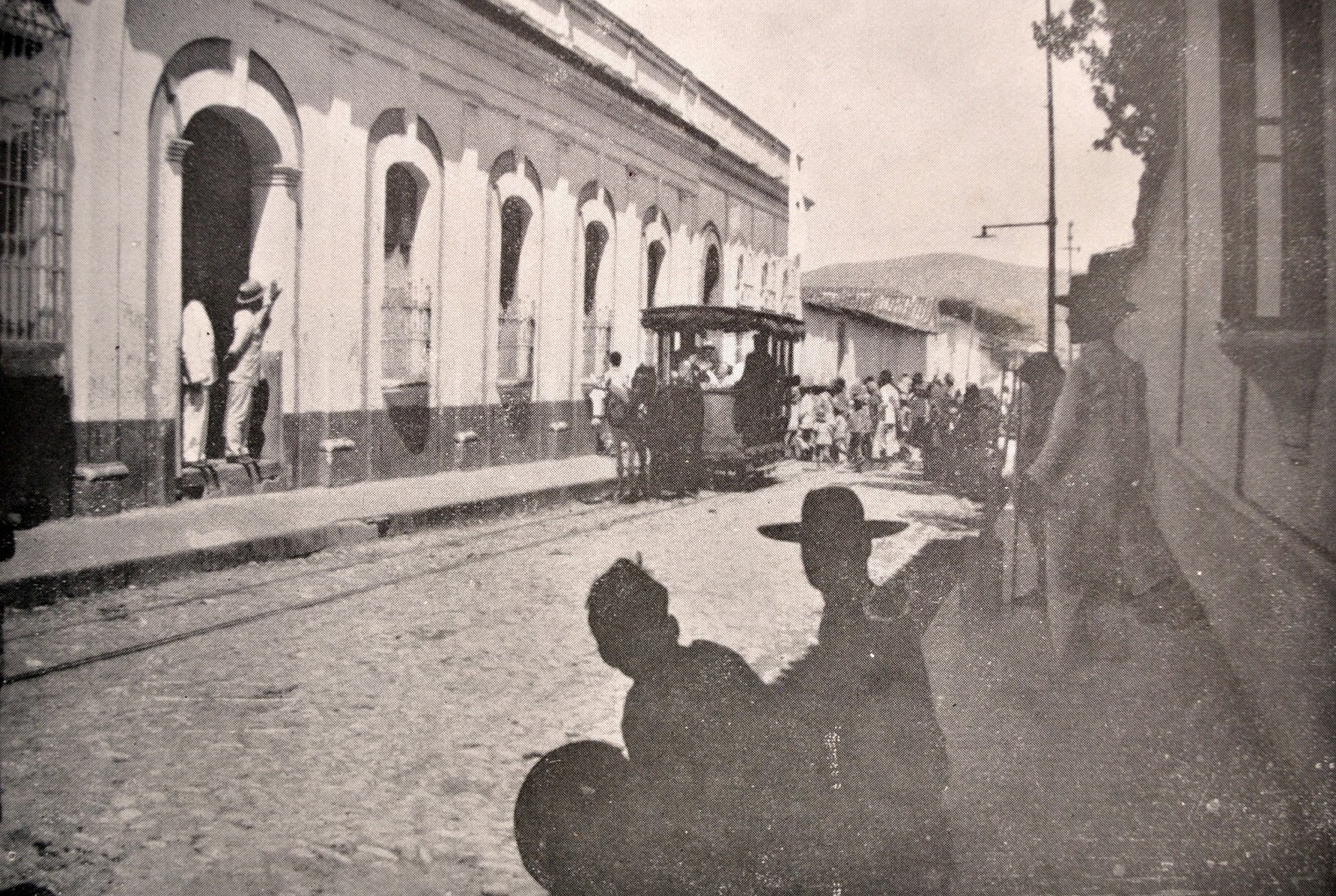
Tranvía de Caballitos.

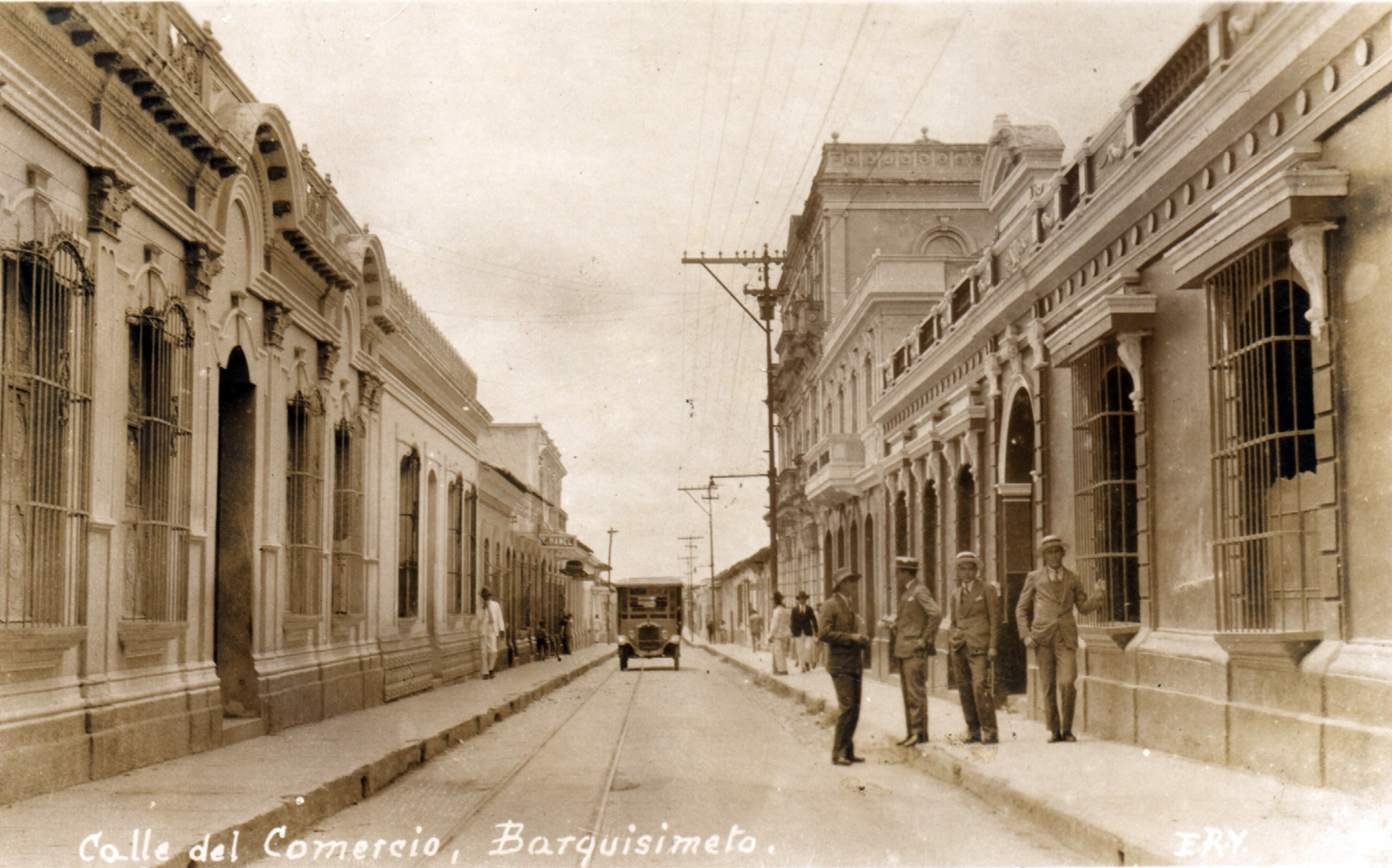
Calle comercio a principios de 1930.

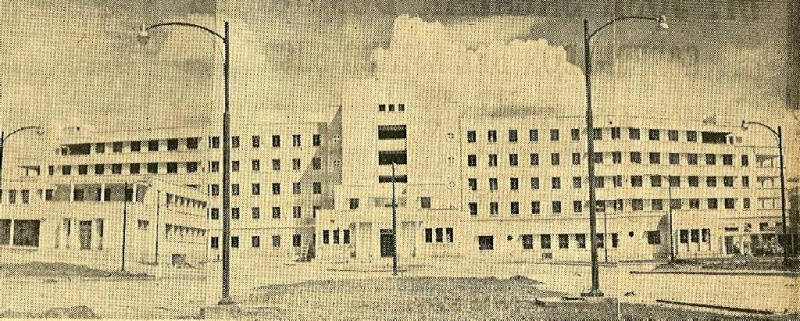
Hospital Central Antonio María Pineda en 1953.

En 1929, el general Eustoquio Gómez llevó a cabo un programa de modernización de la ciudad, que incluyó la construcción de edificios públicos y la mejora de las calles.
En 1952, se celebró el cuatricentenario de la fundación de Barquisimeto con la construcción de obras emblemáticas como el Obelisco de Barquisimeto.
En la segunda mitad del siglo XX, Barquisimeto experimentó un rápido crecimiento urbano e industrial, convirtiéndose en una de las principales ciudades de Venezuela.

## Geografía
Barquisimeto se encuentra en una terraza aluvial en la margen norte del río Turbio, a una altitud promedio de 566 m s. n. m., con una altitud máxima de 940 m s. n. m. y una mínima de 566 m s. n. m. Su ubicación en el centro-occidente de Venezuela la convierte en un importante nodo de comunicaciones terrestres y ferroviarias.

### Clima
El clima de Barquisimeto es semiárido cálido (BSh según la clasificación climática de Köppen), atenuado por la altitud. Las temperaturas promedio oscilan entre 20 y 31 °C a lo largo del año. La temporada de lluvias se extiende de abril a noviembre, con un pico en julio.
| Parámetros climáticos promedio de Barquisimeto, Venezuela    | Parámetros climáticos promedio de Barquisimeto, Venezuela | Parámetros climáticos promedio de Barquisimeto, Venezuela | Parámetros climáticos promedio de Barquisimeto, Venezuela | Parámetros climáticos promedio de Barquisimeto, Venezuela | Parámetros climáticos promedio de Barquisimeto, Venezuela | Parámetros climáticos promedio de Barquisimeto, Venezuela | Parámetros climáticos promedio de Barquisimeto, Venezuela | Parámetros climáticos promedio de Barquisimeto, Venezuela | Parámetros climáticos promedio de Barquisimeto, Venezuela | Parámetros climáticos promedio de Barquisimeto, Venezuela | Parámetros climáticos promedio de Barquisimeto, Venezuela | Parámetros climáticos promedio de Barquisimeto, Venezuela | Parámetros climáticos promedio de Barquisimeto, Venezuela |
| Mes                                                          | Ene.                                                      | Feb.                                                      | Mar.                                                      | Abr.                                                      | May.                                                      | Jun.                                                      | Jul.                                                      | Ago.                                                      | Sep.                                                      | Oct.                                                      | Nov.                                                      | Dic.                                                      | Anual                                                     |
| ------------------------------------------------------------ | --------------------------------------------------------- | --------------------------------------------------------- | --------------------------------------------------------- | --------------------------------------------------------- | --------------------------------------------------------- | --------------------------------------------------------- | --------------------------------------------------------- | --------------------------------------------------------- | --------------------------------------------------------- | --------------------------------------------------------- | --------------------------------------------------------- | --------------------------------------------------------- | --------------------------------------------------------- |
| Temp. máx. media (°C)                                        | 25                                                        | 29                                                        | 33                                                        | 33                                                        | 30                                                        | 29                                                        | 31                                                        | 30                                                        | 30                                                        | 30                                                        | 30                                                        | 28                                                        | 29.8                                                      |
| Temp. media (°C)                                             | 20                                                        | 22                                                        | 23                                                        | 24                                                        | 24                                                        | 23                                                        | 23                                                        | 26                                                        | 24                                                        | 24                                                        | 24                                                        | 21                                                        | 23.2                                                      |
| Temp. mín. media (°C)                                        | 12                                                        | 15                                                        | 18                                                        | 18                                                        | 19                                                        | 15                                                        | 16                                                        | 17                                                        | 16                                                        | 18                                                        | 19                                                        | 15                                                        | 16.5                                                      |
| Precipitación total (mm)                                     | 10.2                                                      | 7.6                                                       | 15.2                                                      | 66.0                                                      | 76.2                                                      | 78.7                                                      | 76.2                                                      | 53.3                                                      | 38.1                                                      | 48.3                                                      | 48.3                                                      | 25.4                                                      | 543.6                                                     |
| Días de lluvias (≥ 1.0 mm)                                   | 1.5                                                       | 1.2                                                       | 1.7                                                       | 5.5                                                       | 7.9                                                       | 12.0                                                      | 10.6                                                      | 8.1                                                       | 5.8                                                       | 6.1                                                       | 6.4                                                       | 4.0                                                       | 70.8                                                      |
| Horas de sol                                                 | 145.4                                                     | 177.3                                                     | 190.8                                                     | 163.0                                                     | 186.2                                                     | 181.0                                                     | 183.5                                                     | 191.8                                                     | 178.0                                                     | 190.3                                                     | 178.0                                                     | 148.0                                                     | 2113.3                                                    |
| Humedad relativa (%)                                         | 68.5                                                      | 66.5                                                      | 65.5                                                      | 70.0                                                      | 74.0                                                      | 75.0                                                      | 74.5                                                      | 73.0                                                      | 72.5                                                      | 73.0                                                      | 73.0                                                      | 72.0                                                      | 71.5                                                      |
| Fuente: The Weather Channel Interactive, Inc. Enero del 2012 |                                                           |                                                           |                                                           |                                                           |                                                           |                                                           |                                                           |                                                           |                                                           |                                                           |                                                           |                                                           |                                                           |

### Desarrollo urbano

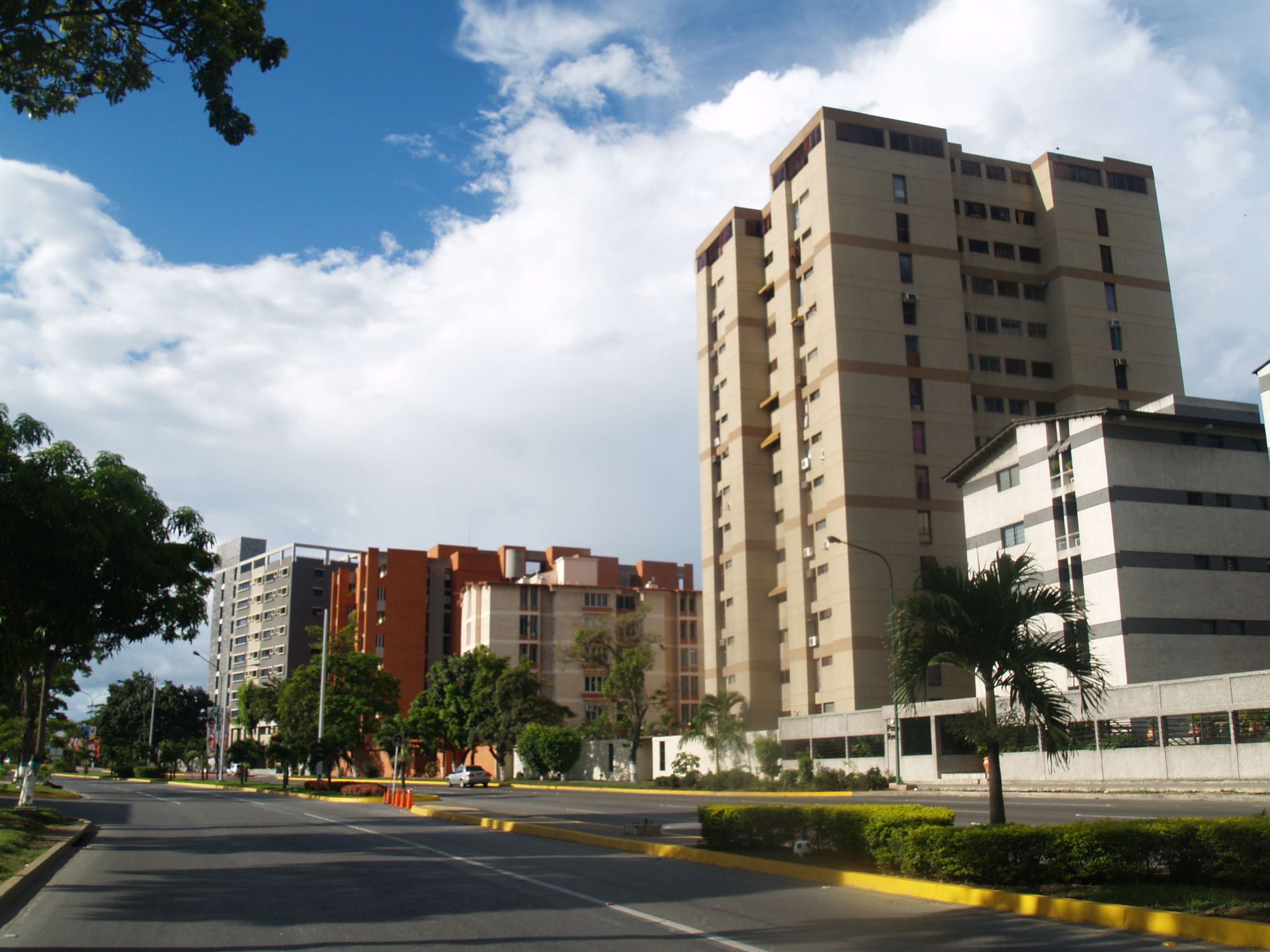
Zona urbanizada de Barquisimeto

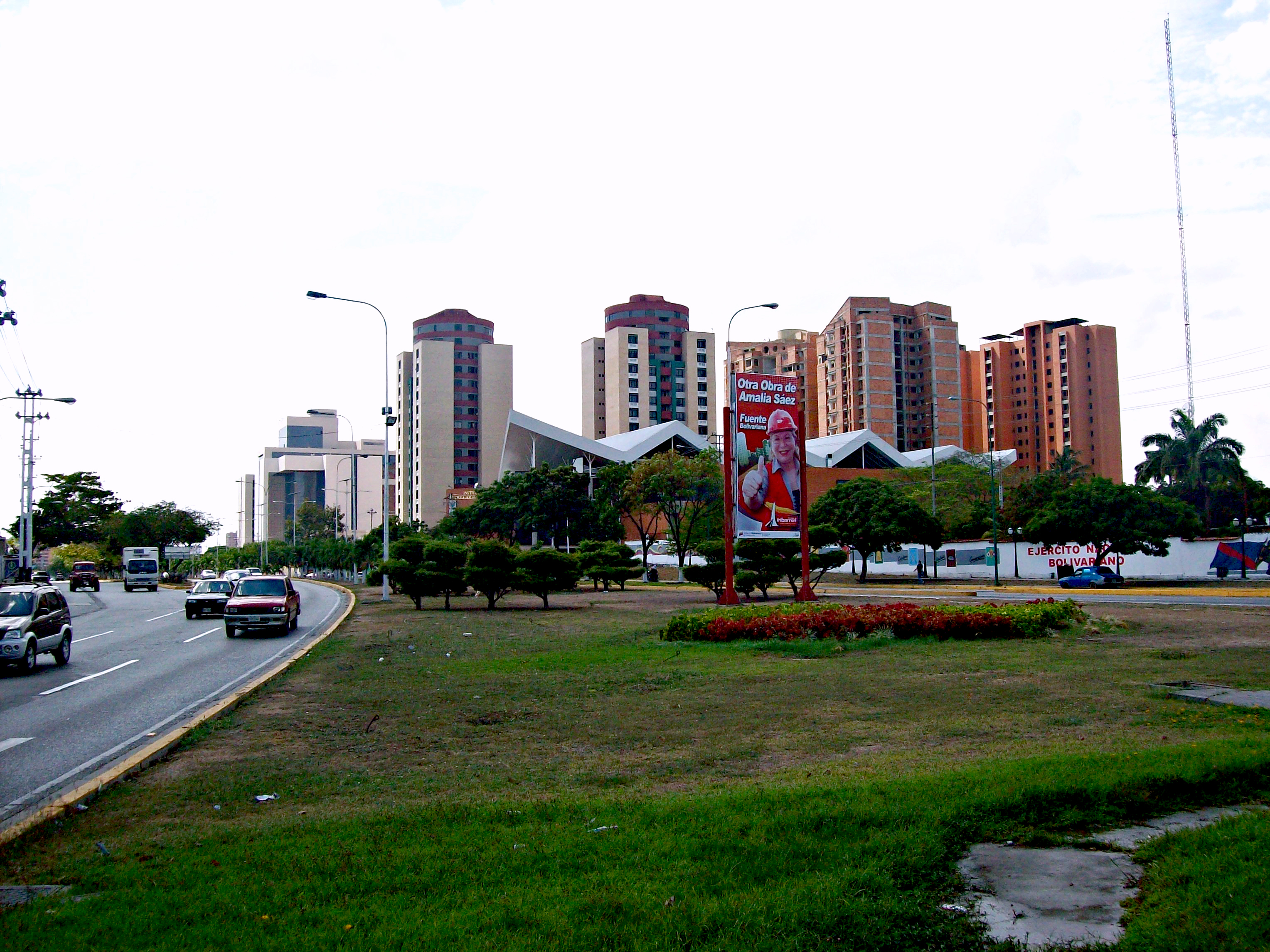
Comienzo de la avenida Venezuela, zona conocida como el "Triángulo del Este", núcleo financiero en desarrollo.

Barquisimeto se caracteriza por su trazado urbano en cuadrícula, herencia de la planificación colonial española. La ciudad se ha expandido desde su núcleo central, incorporando poblados rurales y desarrollando nuevos sectores residenciales e industriales.
El centro histórico de Barquisimeto concentra las principales instituciones gubernamentales y una parte importante del comercio. Hacia el este de la ciudad, se ha desarrollado un subcentro comercial y financiero en las inmediaciones de las avenidas Lara y Los Leones.
La ciudad cuenta con varios ejes viales importantes, como las avenidas Venezuela, 20, Pedro León Torres, Lara y Florencio Jiménez (este-oeste), y las avenidas Vargas, Andrés Bello, Simón Rodríguez y Rómulo Gallegos (norte-sur).

## Demografía
La población de Barquisimeto ha experimentado un crecimiento sostenido desde su fundación. De acuerdo con el XIV Censo Nacional de Población y Vivienda (2011), el municipio Iribarren registró 996 230 habitantes —equivalentes al 56,1 % de la población del estado Lara—, según cifras del INE.
A escala metropolitana, la conurbación Barquisimeto–Cabudare (Iribarren–Palavecino) supera el millón de habitantes. Las estimaciones internacionales para la aglomeración urbana sitúan su población en torno a 1,25 millones en 2023 y 1,28 millones en 2025, variación que depende de la definición empleada para el perímetro urbano.
La población es étnicamente diversa, en línea con la composición nacional registrada por el Censo 2011, que reconoce categorías de mestizo, blanco, afrodescendiente e indígena. En la ciudad y su área de influencia se ha documentado, además, la presencia histórica de comunidades de inmigrantes europeos —en particular italianos, españoles y portugueses— y, en las últimas décadas, de origen asiático (principalmente chino). Para Barquisimeto en específico existen estudios sobre la inmigración portuguesa y su inserción económica y social en la ciudad durante las décadas de 1948–1968; igualmente, la presencia y actividad institucional de la comunidad italiana en Barquisimeto se evidencia en la sede regional de la Cámara de Comercio Venezolano-Italiana (CAVENIT) y en asociaciones locales.

## Economía

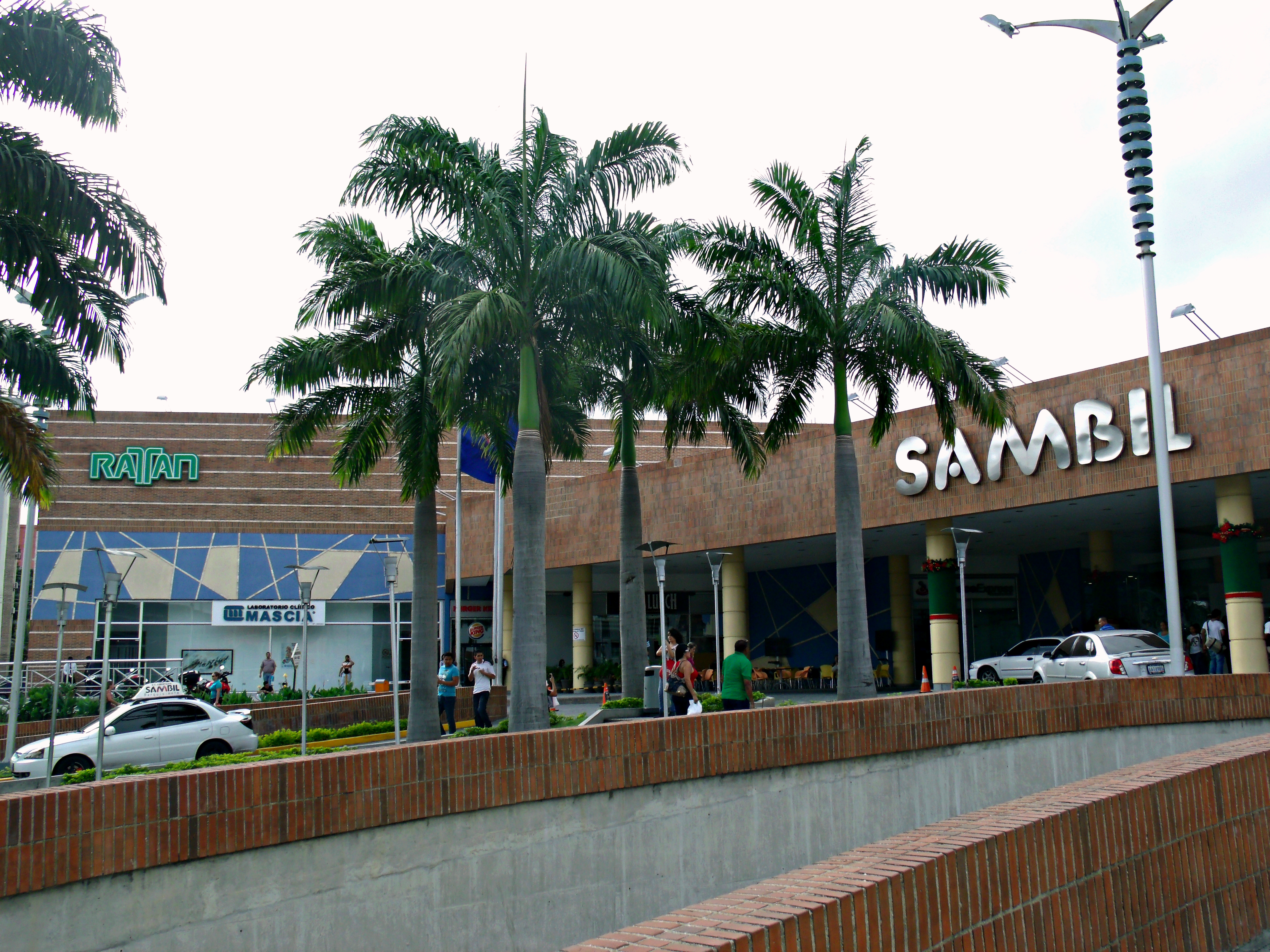
Centro Sambil Barquisimeto

La economía de Barquisimeto se basa en la industria, el comercio, los servicios y la agricultura. La ciudad es un importante centro de distribución y procesamiento de productos agrícolas, especialmente café, proveniente de las zonas montañosas cercanas.
Barquisimeto cuenta con varias zonas industriales y un mercado mayorista (MERCABAR) que abastece a la región. La actividad comercial se concentra en el centro de la ciudad y en varios centros comerciales modernos.

### Turismo
El sector turístico de Barquisimeto se beneficia de su ubicación estratégica, su patrimonio cultural y arquitectónico, y de eventos de gran convocatoria como la Feria Internacional de Barquisimeto y la Procesión de la Divina Pastora. La ciudad ofrece una amplia gama de servicios de hospedaje, que incluyen tanto cadenas internacionales como establecimientos locales.

#### Plazas hoteleras
Barquisimeto dispone de una variada oferta hotelera que cubre desde alojamientos económicos hasta hoteles de categoría superior. Entre los más conocidos se encuentran el Hotel Trinitarias Suites, Lidotel Barquisimeto, Hotel Jirahara y el histórico Hotel La Francia. 
En 1950, el empresario Joan Riu y su hijo Luis Riu Bertrán, oriundos de Gerona (España), se establecieron en Barquisimeto y administraron el Hotel La Francia, experiencia que marcó los inicios de lo que posteriormente sería la cadena internacional Riu Hotels & Resorts.
El sector hotelero de la ciudad atiende principalmente a viajeros de negocios, turistas nacionales y visitantes atraídos por actividades culturales, religiosas y deportivas.

## Gobierno y administración
La ciudad de Barquisimeto está dividida políticamente en dos municipios, a saber:
- Municipio Iribarren
- Municipio Palavecino

## Cultura
Barquisimeto es conocida como la "Capital Musical de Venezuela" debido a su rica tradición musical y a la presencia de importantes instituciones como el Conservatorio Vicente Emilio Sojo. La ciudad es cuna de destacados músicos, como el director de orquesta Gustavo Dudamel.
Entre las manifestaciones culturales más importantes de Barquisimeto se encuentran:
- Procesión de la Divina Pastora: Una multitudinaria procesión religiosa que se celebra cada 14 de enero, en la que la imagen de la Divina Pastora es llevada desde el pueblo de Santa Rosa hasta la Catedral de Barquisimeto. Es considerada una de las manifestaciones marianas más grandes de América Latina.
- Tamunangue (o Sones de Negro): Una expresión musical y dancística tradicional del estado Lara, que se celebra en honor a San Antonio de Padua.
- Feria Internacional de Barquisimeto: Una de las ferias más importantes del país, con eventos, conciertos y exposiciones. Se celebra cada año, en conmemoración al aniversario de la ciudad (14 de septiembre).

### Gastronomía
La gastronomía de Barquisimeto y del estado Lara es variada y refleja la herencia indígena, española y africana. Algunos platos típicos incluyen:
- Mondongo de chivo: Sopa elaborada con las vísceras del chivo.
- **Talkarí de chivo:** Guiso de chivo con especias y vegetales.
- Queso de mano: Queso fresco de leche de vaca.
- Acemita tocuyana: Pan dulce tradicional.
- Licor de cocuy: Bebida alcohólica elaborada a partir del agave cocui.

### Patrimonio

Iconos arquitectónicos de Barquisimeto
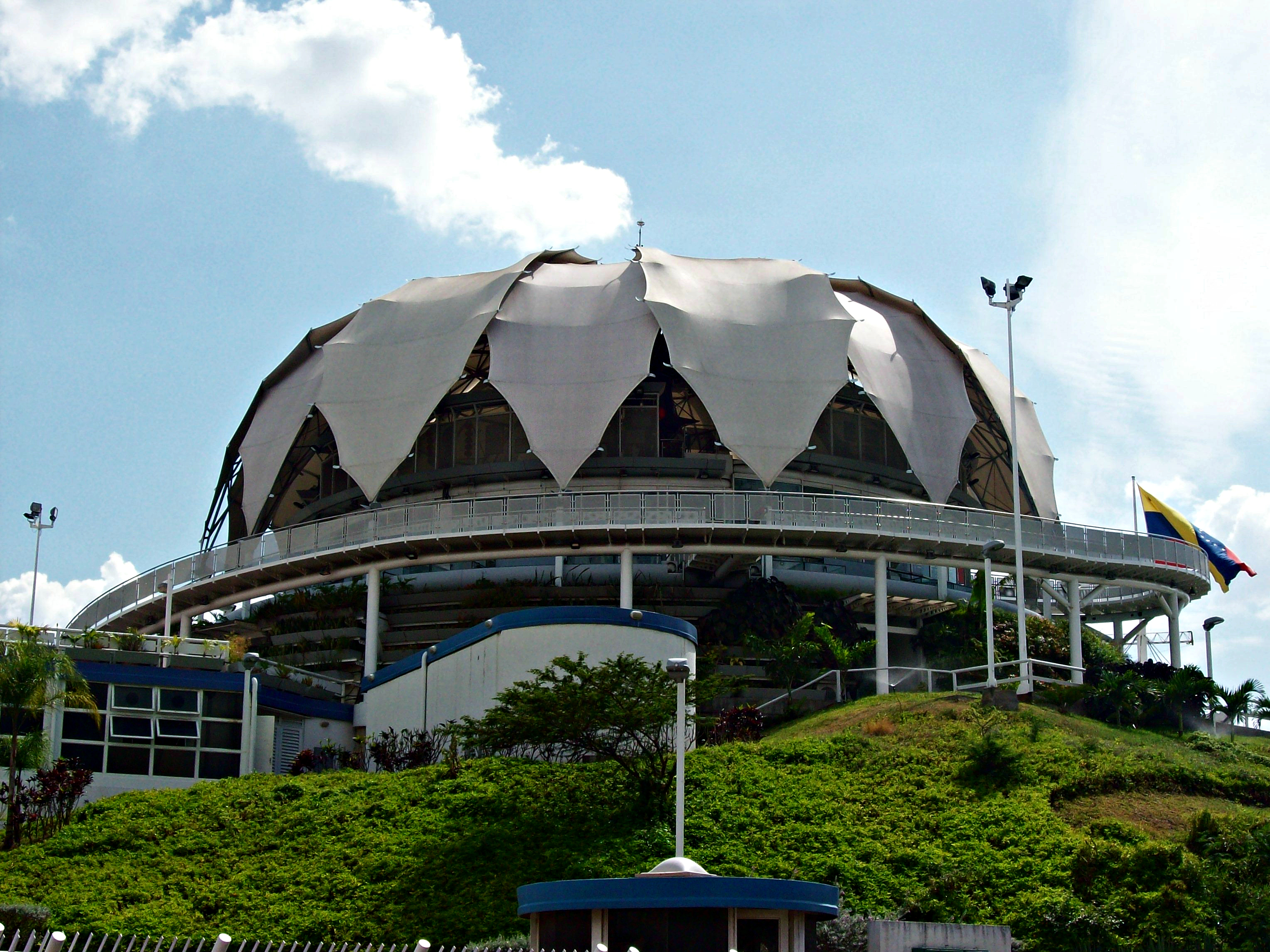
Flor de Venezuela
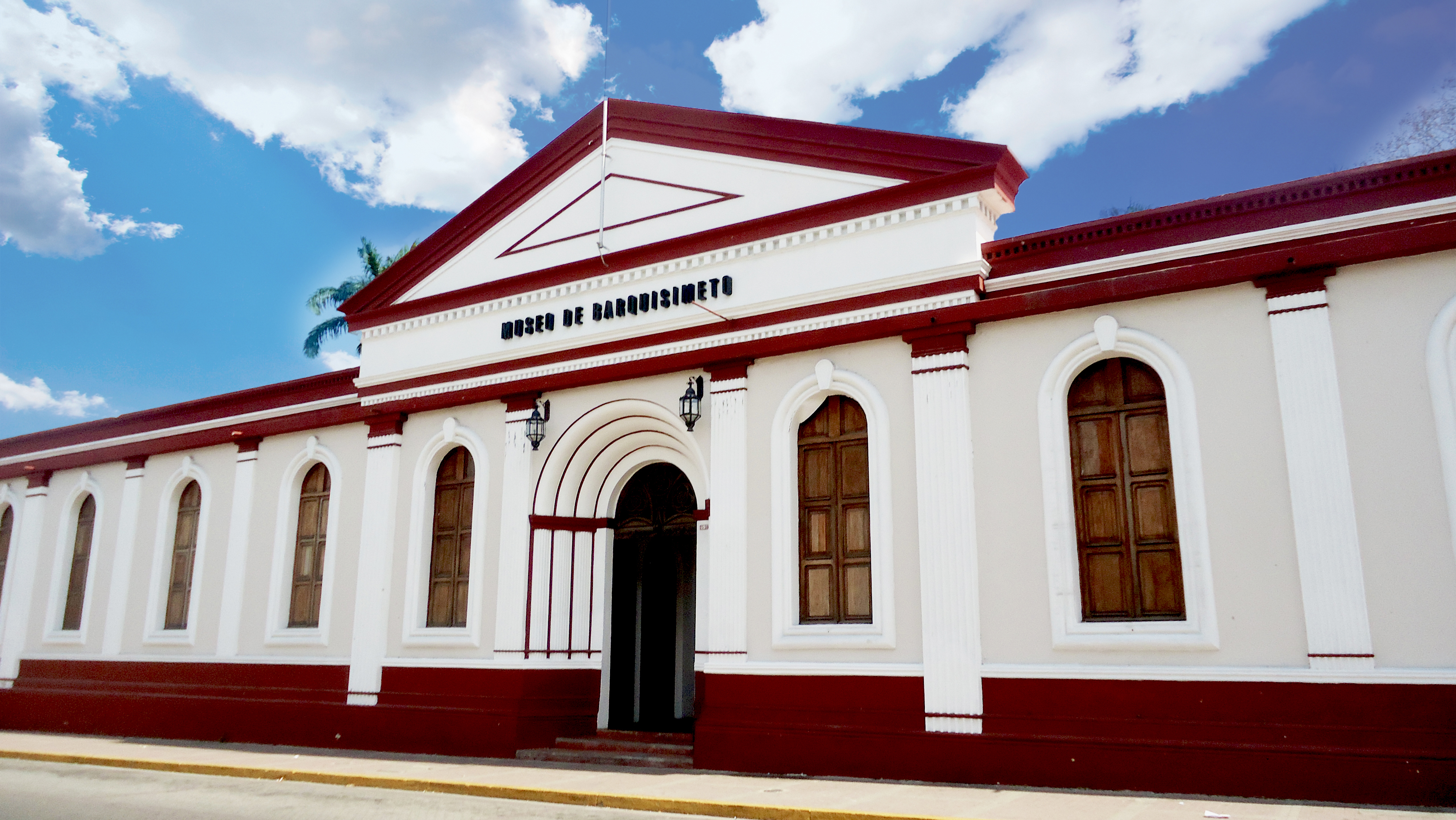
Museo de Barquisimeto
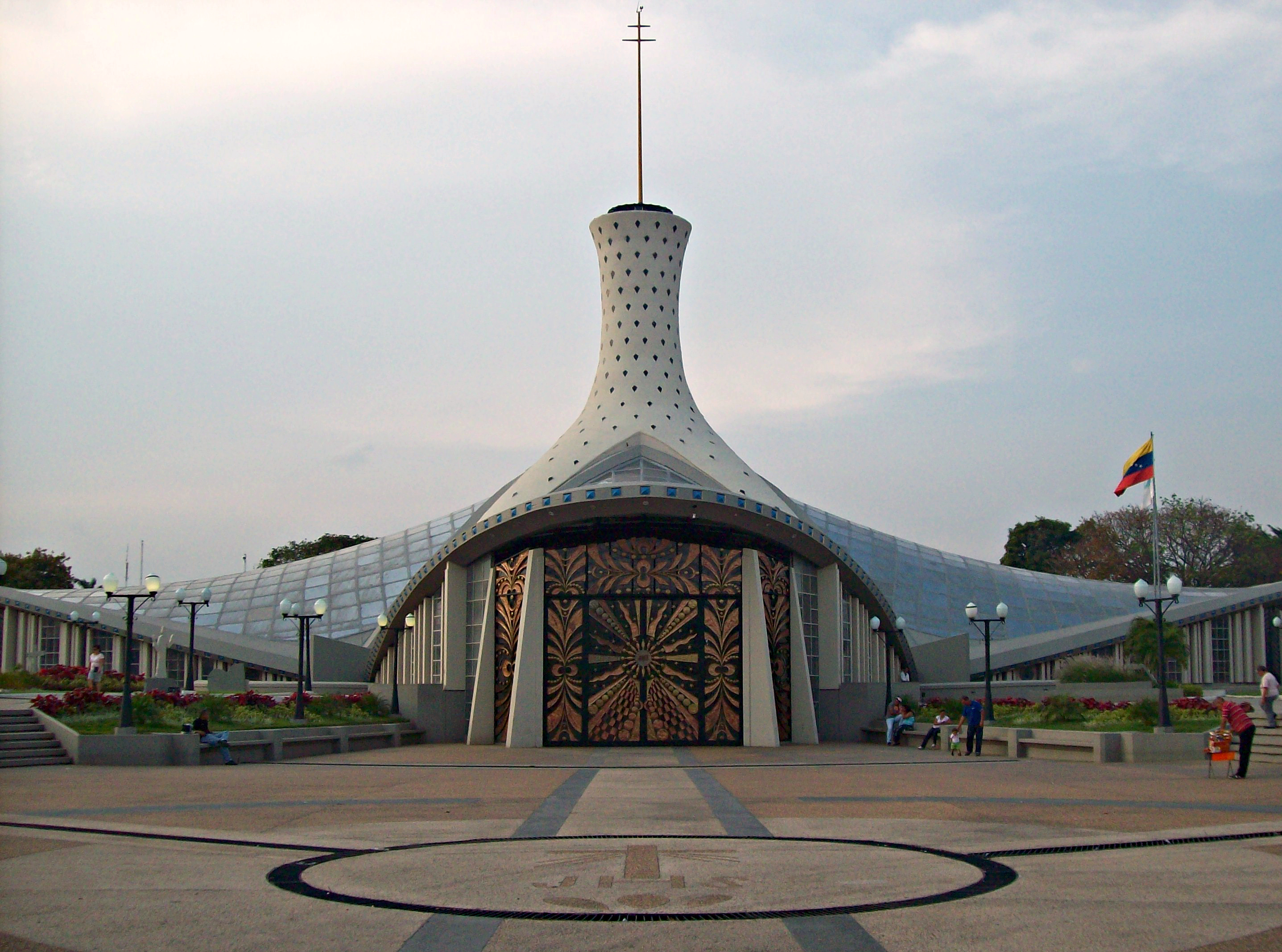
Catedral Metropolitana
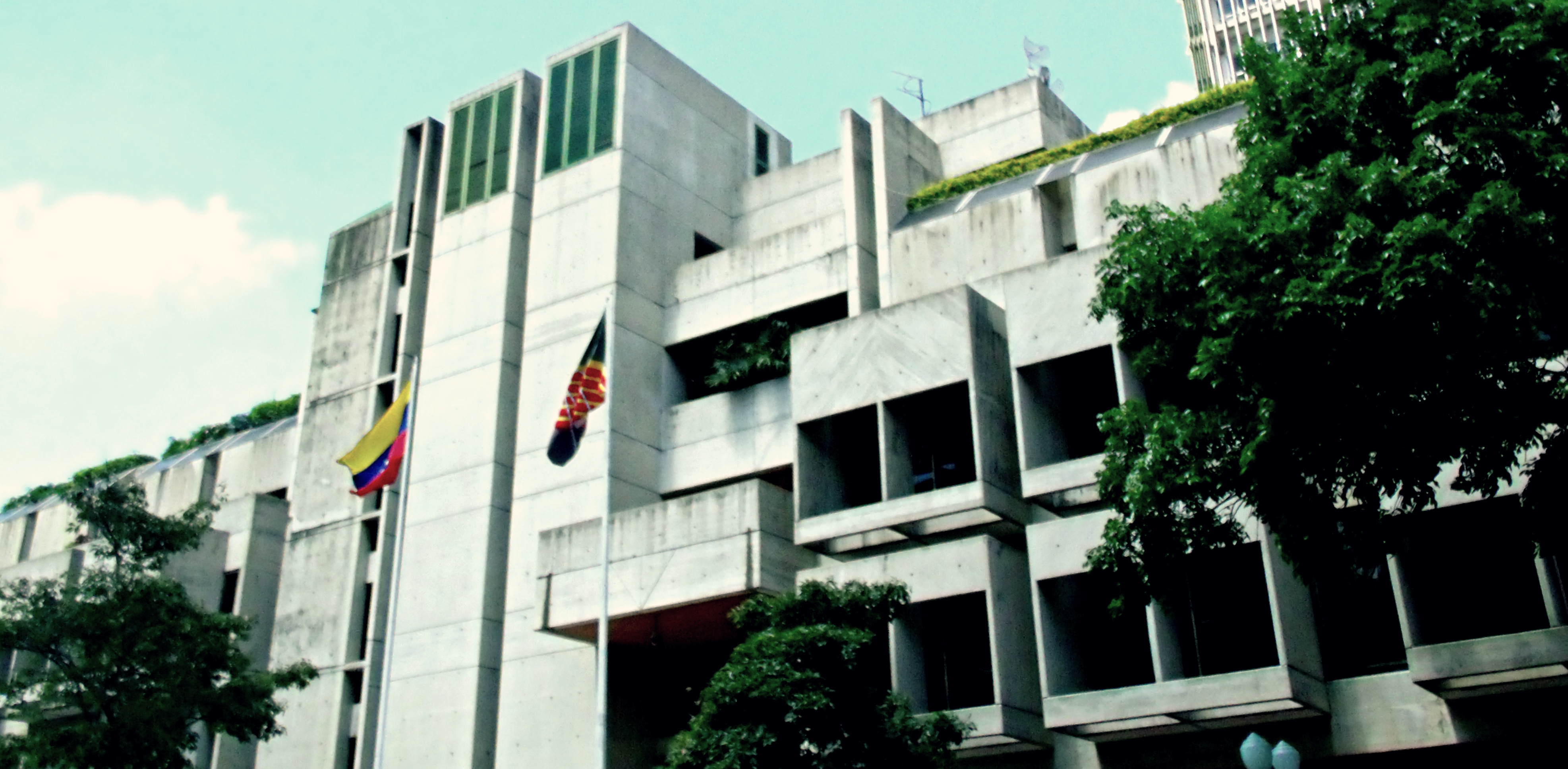
Palacio Municipal
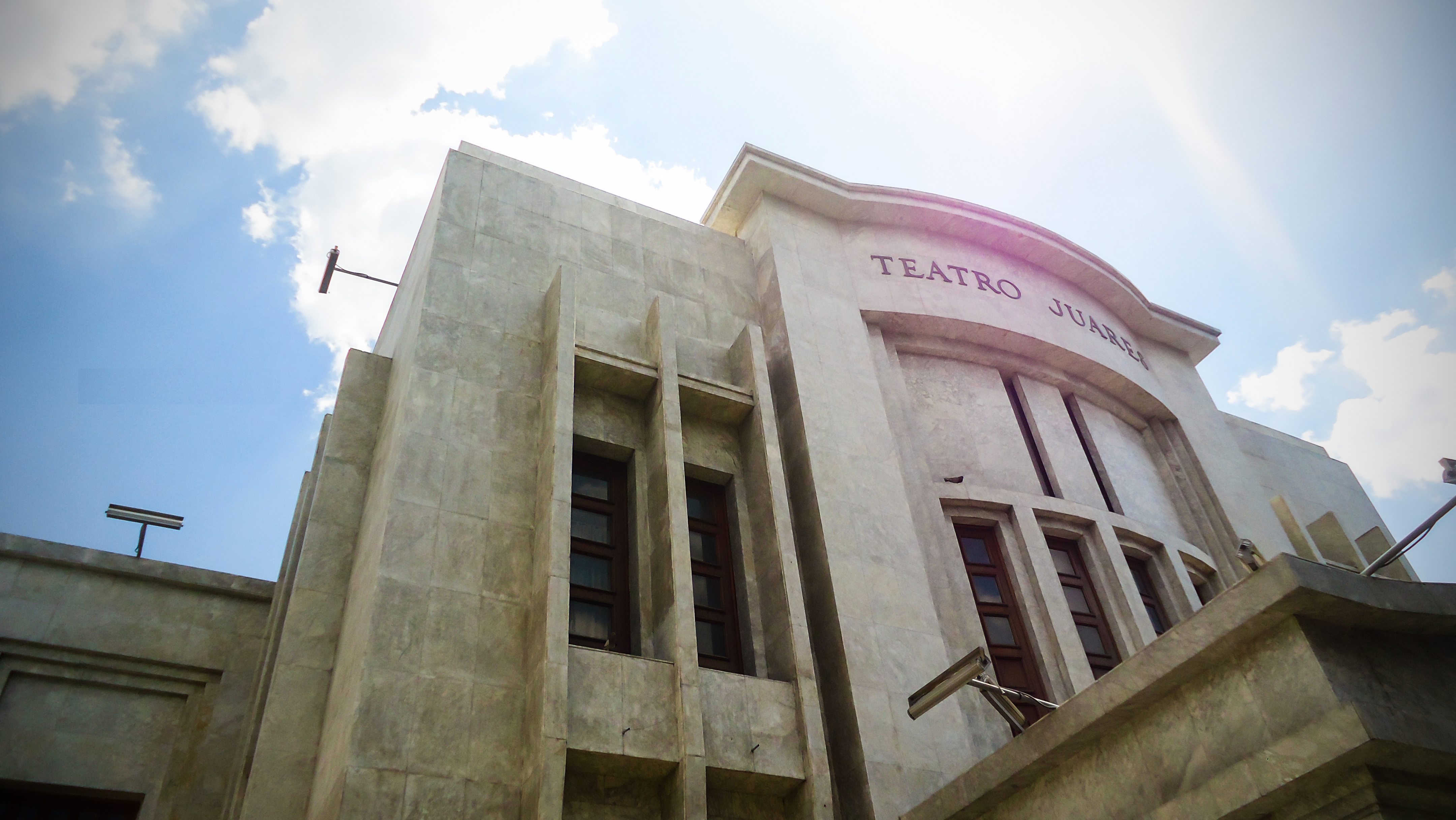
Teatro Juares

Barquisimeto cuenta con un importante patrimonio arquitectónico y cultural, que incluye:
- Catedral Metropolitana: Una moderna catedral de estilo vanguardista, diseñada por el arquitecto Jahn Bergkamp.[17]
- Teatro Juares: Un teatro histórico, inaugurado en 1905.
- Museo de Barquisimeto: Ubicado en un antiguo hospital colonial, alberga colecciones de arte, historia y arqueología.
- Obelisco de Barquisimeto: Un monumento emblemático de la ciudad, construido en 1952.
- Flor de Venezuela: Una estructura arquitectónica diseñada por Fruto Vivas, originalmente construida para la Expo 2000 en Hannover, Alemania.
- Parque Zoológico y Botánico Bararida: Uno de los parques más importantes del país.
- Parque del Este: Así conocido, pero cuyo nombre es Parque de Recreación "José María Ochoa Pilé" y es uno de los más frecuentados por niños deportistas y visitantes.

## Educación
Barquisimeto es un importante centro educativo, con una amplia oferta de instituciones de educación superior, tanto públicas como privadas:
- Universidad Centroccidental Lisandro Alvarado (UCLA)
- Universidad Nacional Experimental Politécnica Antonio José de Sucre (UNEXPO)
- Universidad Pedagógica Experimental Libertador (UPEL) - Instituto Pedagógico de Barquisimeto
- Universidad Fermín Toro (UFT)
- Universidad Yacambú (UNY)
- Universidad Nacional Abierta (UNA)
- Entre otras.

## Deportes
Barquisimeto cuenta con equipos profesionales en varios deportes:
- Béisbol: Cardenales de Lara (LVBP). Juegan en el estadio Antonio Herrera Gutiérrez.
- Baloncesto: Guaros de Lara (LPB). Juegan en el Domo Bolivariano.
- Fútbol: Aunque ha tenido varios equipos a lo largo de su historia, como el Lara FC, Barquisimeto FC, Deportivo Lara, entre otros. En la actualidad la ciudad no cuenta con un equipo profesional en la Primera División de Venezuela.

## Medios de Comunicación
Barquisimeto cuenta con varios medios de comunicación, incluyendo periódicos, emisoras de radio y canales de televisión. Algunos de los más destacados son:
- Periódicos: El Impulso (actualmente solo digital), El Informador, La Prensa de Lara.
- Televisión: Promar TV, Somos TV.

## Transporte

Mapa del Transbarca

Barquisimeto cuenta con una red de transporte público que incluye autobuses, taxis y el sistema de transporte masivo Transbarca (autobuses de tránsito rápido).
La ciudad está conectada con el resto del país a través de una red de carreteras y autopistas. También cuenta con el Aeropuerto Internacional Jacinto Lara, que ofrece vuelos nacionales e internacionales.
El Sistema Ferroviario Centro Occidental (Venezuela) conecta a Barquisimeto con Puerto Cabello y Yaritagua.

## Ciudades hermanadas
Barquisimeto está hermanada con varias ciudades, incluyendo:
- Segovia, España
- Ibagué, Colombia